# Случайность и догадка
«Случайность и догадка» (яп. 偶然と想像, также — «Колесо фортуны и фантазии») — романтический драматический фильм-антология 2021 года, снятый японским режиссёром Рюсукэ Хамагути. Мировая премьера картины состоялась 4 марта 2021 года на Берлинском кинофестивале. В российский прокат фильм вышел 23 сентября 2021 года.
Картина принимала участие в программе 71-го Берлинале (2021) и получила гран-при жюри — «Серебряного медведя».

## Сюжет
Фильм состоит из трёх историй:
1. «Магия (или что-то менее достоверное)». О возникновении любовного треугольника[6][7].
2. «Широко распахнутая дверь». О том, как студентка соблазняет преподавателя.
3. «Ещё раз». О встрече двух бывших одноклассниц, которые делятся друг с другом своими чувствами и переживаниями[8][9].

## В ролях
В фильме снимались:
- Котонэ Фурукава в роли Мэйко;
- Киёхико Сибукава в роли Сэгавы;
- Кацуки Мори в роли Нао;
- Фусако Урабэ в роли Мока;
- Аоба Каваи в роли Наны;
- Аюму Накадзима в роли Кадзуаки;
- Хюнри в роли Цугуми;
- Сёма Каи в роли Сасаки.

## Мнение критики
По данным Rotten Tomatoes, 99 % профессиональных рецензентов дали фильму положительную оценку на основе 108 рецензий со средней оценкой 8,4 из 10.
Джонатан Розенбаум включил «Случайность и догадку» в свой рейтинг «Лучшие фильмы 2022 года».
Кинокритик Алексей Васильев отмечает: «В „Случайности и догадке“, фильме о неслучайных совпадениях, можно найти не только цитаты из Тарковского и чеховские мотивы, но и интонации Муратовой».

## Награды и номинации
- 2021 — Гран-при жюри Берлинского кинофестиваля, а также номинация на приз «Тедди».
- 2021 — приз «Серебряный Q-Хьюго» на Чикагском кинофестивале.
- 2021 — специальное упоминание на Хайфском кинофестивале.
- 2021 — участие в конкурсной программе кинофестиваля в Сан-Себастьяне.
- 2021 — две номинации на Азиатскую кинопремию за лучший фильм и за лучшую режиссуру (Рюсукэ Хамагути).
- 2022 — премия Национального общества кинокритиков США за лучшую режиссуру (Рюсукэ Хамагути).
- 2022 — 5-е место в списке лучших фильмов года по версии журнала Cahiers du cinéma.